# Pizzo Redorta
Il Pizzo Redorta (Ol Redorta in bergamasco) è una montagna delle Alpi alta 3.038 m s.l.m. Insieme alla punta Scais, di pari altezza, è la seconda vetta più alta delle Alpi Orobie e della provincia di Bergamo, dietro al Pizzo Coca (3.052 m).

## Descrizione

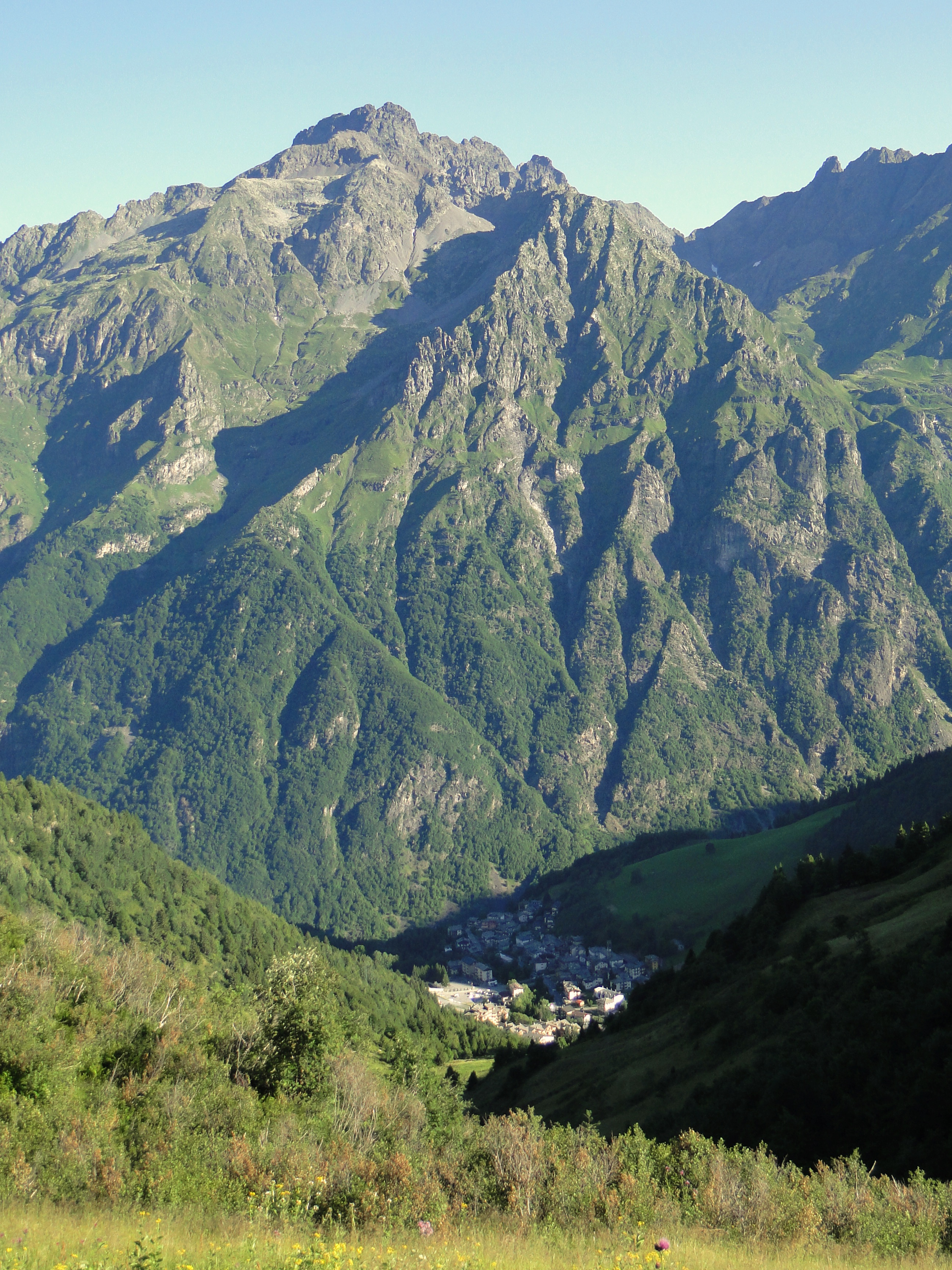
Il pizzo Redorta svetta sul paese di Lizzola

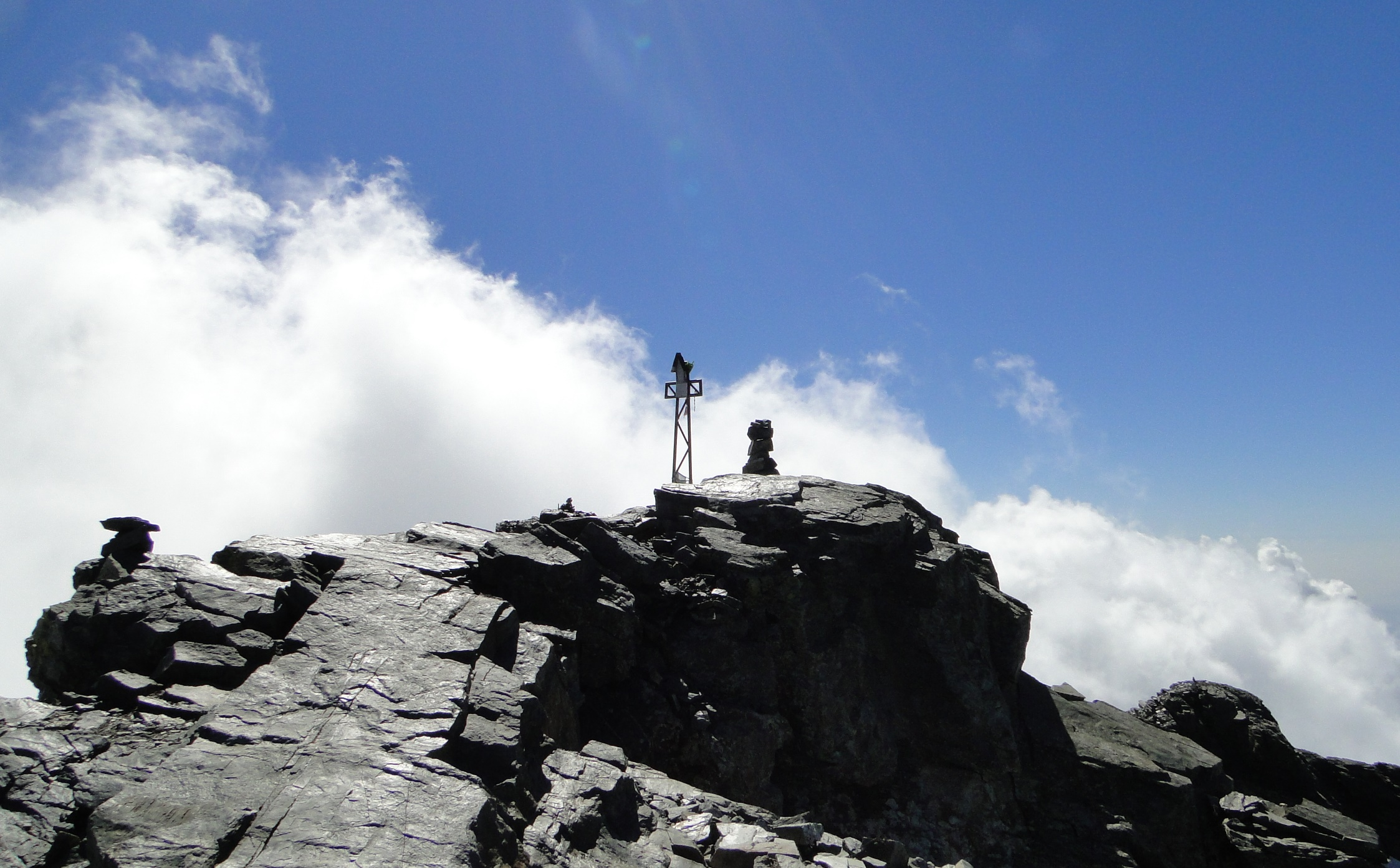
La vetta

Il pizzo Redorta fa parte di un imponente corpo montuoso a cavallo tra val Seriana e Valtellina che comprende alcune delle cime più elevate delle Alpi Orobie, come la punta Scais (3.038 m) e il pizzo Porola (2.981 m). Il massiccio delimita a est la Conca dei Giganti, vallone detritico contornato dalle montagne più alte delle Orobie. A ovest della conca sorge infatti il pizzo Coca (3.050 m), vetta più alta della catena.
Sul versante seriano sono presenti alcuni glacionevati di piccola estensione, come la Vedretta di Redorta e la Vedretta dei Secreti, mentre sul lato valtellinese si sviluppa la Vedretta di Scais, ghiacciaio molto più esteso ma comunque in forte scioglimento.
Dalla vetta si ha una visuale grandiosa sulle Orobie, in particolare sul vicino Scais, sul pizzo del Diavolo di Tenda e sul pizzo Coca, e sulle Alpi Retiche.
Il toponimo Redorta è riconducibile al latino Rotundus (da redondus), probabilmente riferito alla marcata curva che la val Seriana compie in corrispondenza delle sue falde.

## Storia
La prima salita del Redorta è stata portata a termine nel 1830 da un gruppo di cartografi austriaci, per rilevamenti topografici.

In quel periodo si riteneva che il Redorta fosse la cima più elevata delle Orobie, complici alcune misurazioni errate delle quote riportate sulle carte dell'epoca. Il presidente del CAI di Bergamo Antonio Curò, non convinto, il 28 settembre 1877 decise di intraprendere l'ascensione del Redorta con l'intento di stabilire con certezza la cima più elevata della catena. Il 30 settembre, dopo aver pernottato alla baita che più tardi sarebbe diventata il rifugio Ca' Brunona, raggiunse la vetta e, effettuate le dovute misure, rilevò che il vicino pizzo Coca fosse più alto del Redorta di 18-20 metri (misurazione vicina a quella reale), decretandolo quindi giustamente come cima maggiore delle Orobie.

## Accessi

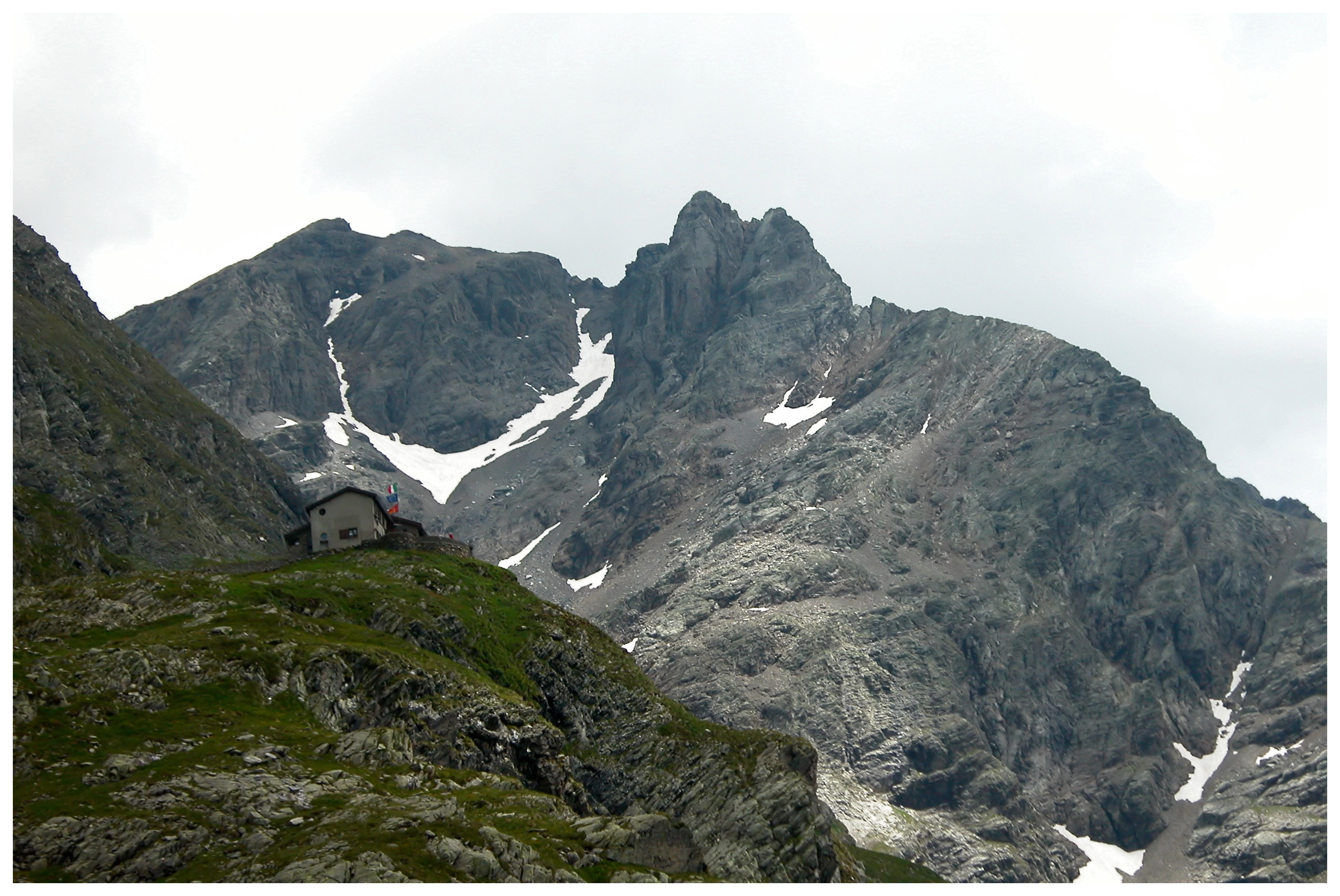
Il Redorta dietro al rifugio Baroni al Brunone

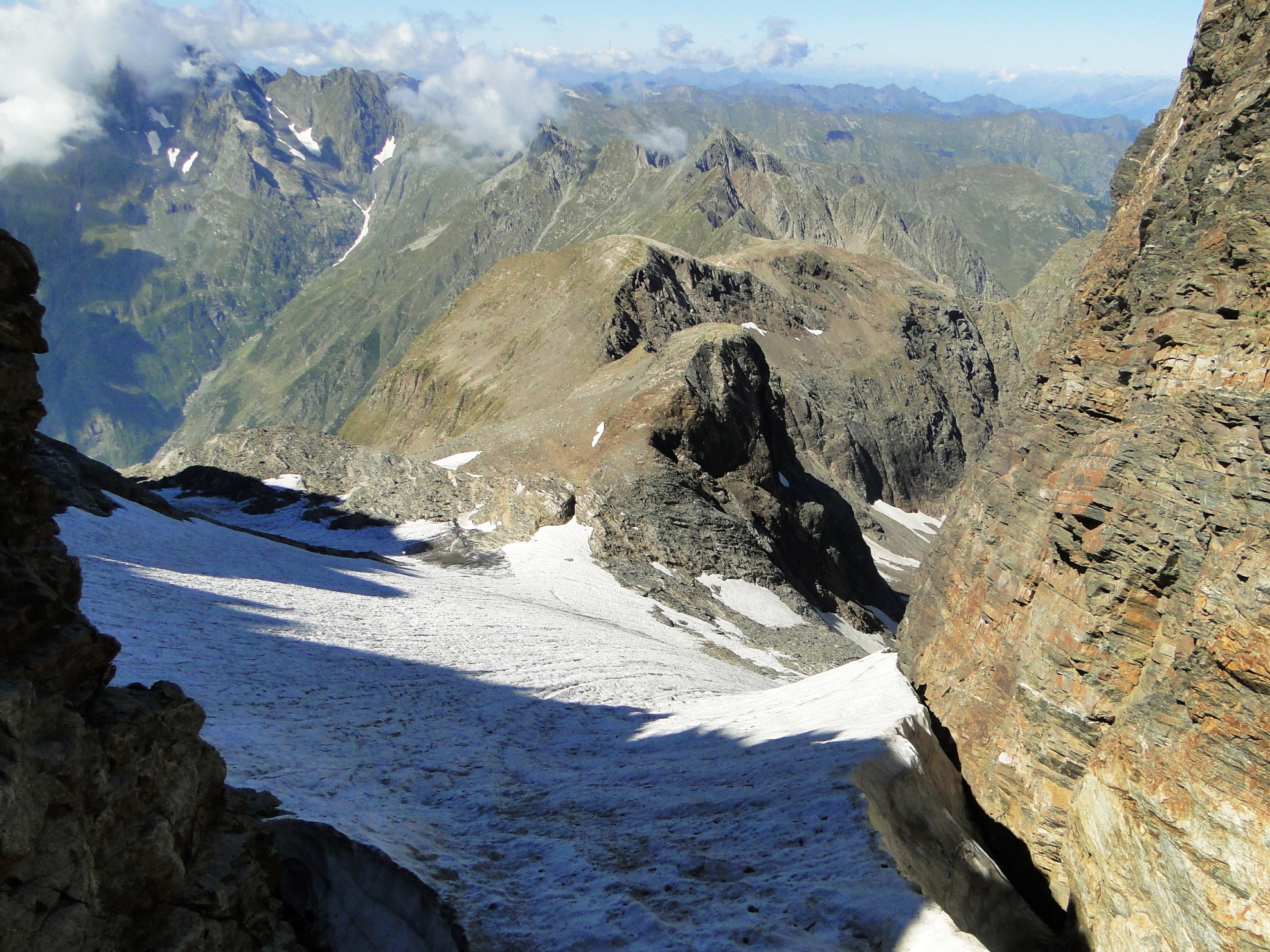
La vedretta di Scais

Per raggiungere la vetta si parte da Fiumenero, in alta val Seriana, e ci si dirige per il sentiero che a nord va verso la Valle del Salto e poi curva a destra in direzione del Rifugio Baroni al Brunone. Agevole fino ai Piani del Campo, il sentiero diventa più ripido man mano ci si avvicina al rifugio Baroni.
Dal rifugio si prende il sentiero che conduce verso il Rifugio Coca, e al bivio poco più avanti si prosegue per il sentiero alto che attraversa tutto il lato sud del Pizzo Redorta. Noto anche come Sentiero del Simàl, questo è senza dubbio uno dei più bei sentieri alpini. 
Poco dopo aver imboccato il bivio, prima di procedere verso il primo avvallamento, il sentiero si divide: qui bisogna prendere a nord verso la vedretta di Scais.
La "via normale" prevede la risalita lungo il lato sinistro del salto che si trova in fondo alla valletta e, una volta sorpassato il salto, l'attraversamento del ghiacciaio dello Scais. Raggiunta la bocchetta che divide il Pizzo Redorta dalla Fetta di Polenta, si rimonta la grossa roccia centrale per poi prendere a destra (verso est) aiutandosi con la corda fissa presente in loco. Dopodiché sulla sinistra occorre individuare il primo ometto che porta in cresta; da qui in poi seguire fedelmente gli ometti, scendere in un grosso intaglio (a destra sale un modesto canalino, via di accesso preferenziale quando c'è neve assestata), risalire e, sempre seguendo gli ometti, guadagnare la vetta.
Data la scarsa qualità della roccia orobica e degli onnipresenti sfasciumi, si raccomanda la massima attenzione, specie in discesa, stando sempre attenti a non far precipitare sassi.
A stagione inoltrata, giugno - metà luglio, è possibile saltare la prima parte della salita utilizzando il canalino sopra descritto che permette di arrivare in vetta in minore tempo ma occorre sincerarsi della sua condizione (salirlo solo a neve assestata).
È inoltre possibile raggiungere la vetta partendo dalla Centrale di Vedello a Piateda (Sondrio), da dove si sale in direzione del lago di Scais e del rifugio Mambretti, si prosegue salendo la vallata fino a raggiungere il Ghiacciaio di Scais dove il sentiero si unisce all'itinerario di risalita precedentemente descritto.